# روبرت تومسون (أستاذ جامعي)
روبرت تومسون (بالإنجليزية: Robert Thompson)‏ هو مؤرخ إعلامي ‏ أمريكي، ولد في 3 أغسطس 1959 في هينديل في الولايات المتحدة.

## وصلات خارجية
- روبرت تومسون على موقع IMDb (الإنجليزية)